# Рудольф Мауерсберґер
Рудольф Мауерсберґер (нім. Rudolf Mauersberger; 29 січня 1889, Мауерсберґ – 22 лютого 1971, Дрезден) – видатний німецький хоровий диригент та композитор.

## Біографія

### Молодість та навчання

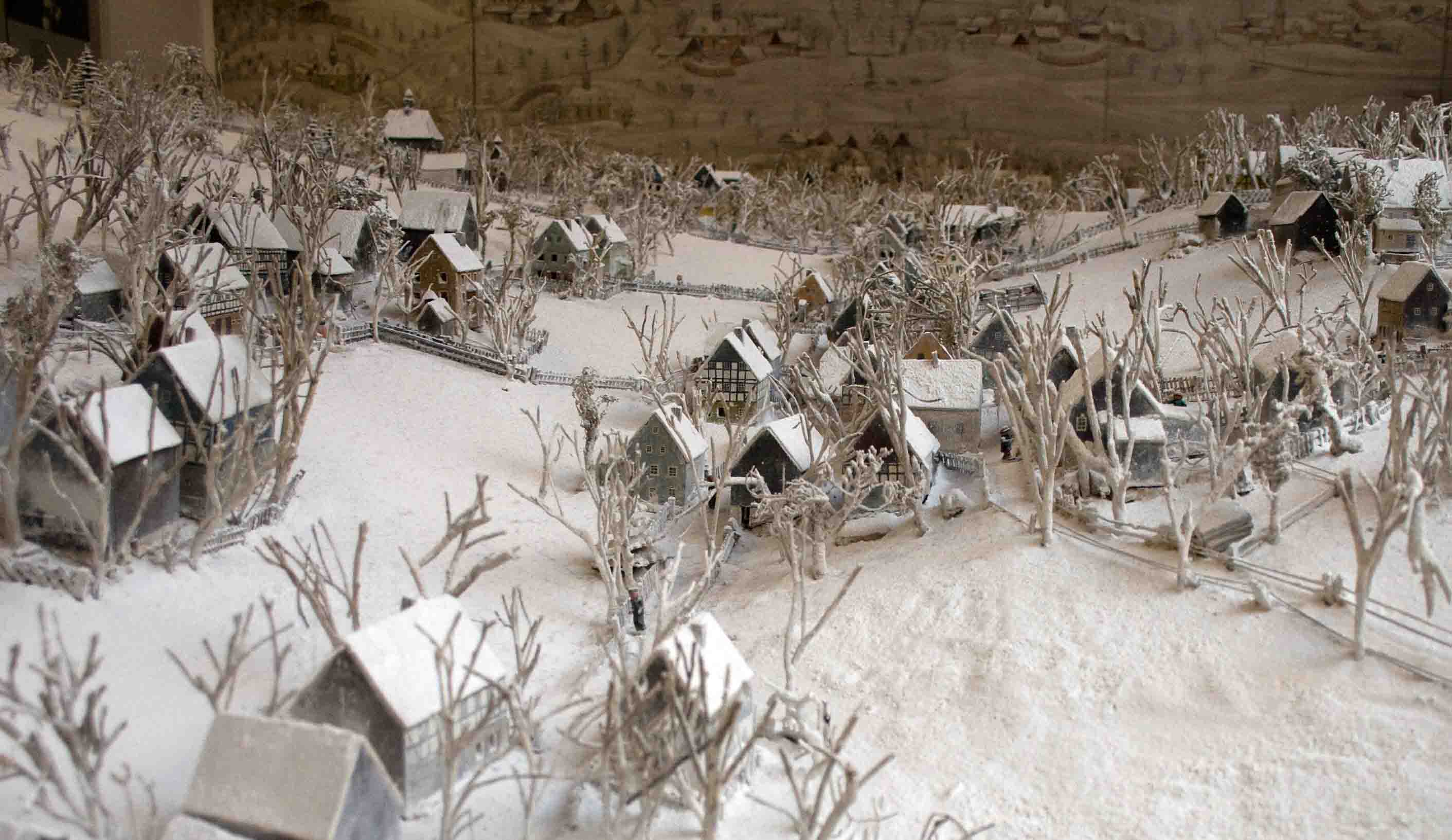
Модель села Мауерсберґ, сконструювана Рудольфом Мауерсберґером у 1926 р., Мауерсберзький музей

Рудольф Мауерсберґер був першим сином кантора та вчителя Фердінанда Освальда Мауерсберґера, який походив з Мауерсберґа – невеликого села в Рудних горах. Музичні коріння батька простежуються з сімей богемських музикантів, які з XVII ст. масово переїжджали через кордон та зразу за ним оселялися. З 1895 по 1902 рік Рудольф відвідував сільську школу на першому поверсі будівлі, де проживала сім'я хлопця. Уже з дев'ятирічного віку Рудольф працював органістом під час Богослужінь, спочатку за допомогою спеціальної підставки для ніг. У 1902 році він перевівся до школи у Аннаберзі, а з 1903 по 1909 роки продовжував навчання в королівській навчальній семінарії в Аннаберг-Бухгольц і очолював семінарійний оркестр як префект.

### Рання діяльність
З 1909 по 1912 рік Рудольф пройшов військову службу та працював помічником вчителя. З 1912 по 1914 рік та у 1918/19 роках він навчався у Лейпцизькій консерваторії. Його вчителями були Роберт Тайхмюллер (фортепіано), Карл Штраубе (орган), Штефан Крель (теорія) та Ганс Зітт (оркестрове диригування). У 1914 році Мауерсберґер отримав нагороду з композиції. У воєнні роки з 1915 по 1918 рік він був солдатом та військовим музичним керівником у Бад-Лаузіці біля Лейпцига. Після закінчення війни, починаючи з 1919 року, він працював кантором та органістом в Аахенській асоціації ім. Баха в Аннакірхе в Аахені та в державному концертному залі Аахена. З 1925 року Мауерсберґер працював першим церковним музикантом в лютеранській регіональній церкві Тюрингії та кантором в церкві св. Георга в Айзенасі, де був охрещений Бах. Там Мауерсберґер заснував Bachchor та хор хлопчиків Georgenchor.

### Кройцкантор та Кройцхор в Дрездені
У 1930 році Мауерсберґер отримав посаду кройцкантора та керівника відомого дрезденського «Кройцхору», змагавшись за місце з приблизно 80 кандидатами. 1 липня 1930 року він заступив на свою посаду, а в 1931 році був також призначений церковним директором. Протягом більш ніж 40 років Мауерсберґер сформував хор, як ніхто інший до нього, та привів його до міжнародного рівня та визнання.

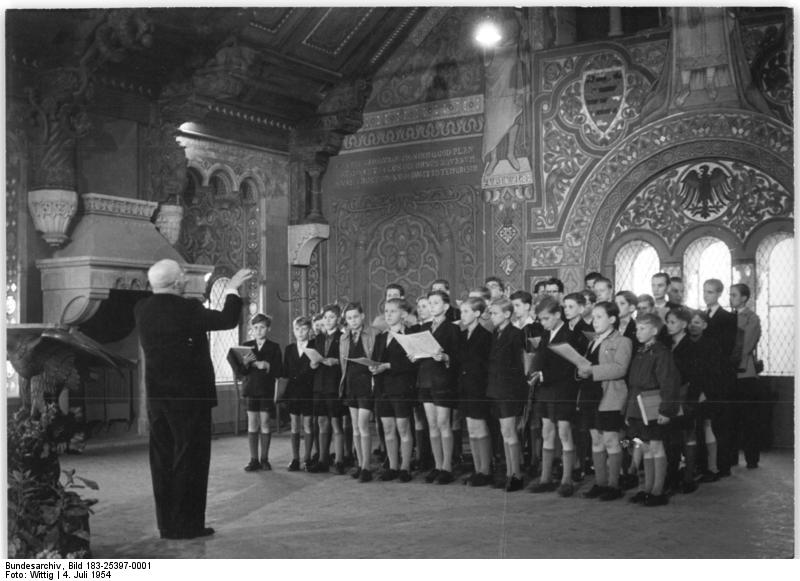
Мауерсберґер диригує Кройцхором у Вартбурзі (1954)

З 1 травня 1933 року Мауерсберґер став членом НСДАП (партійний номер 2.451.659). Гітлер присвоїв йому звання професора 20 квітня 1938 року. Незважаючи на свою партійну приналежність, Мауерсберґер намагався відгородити вплив нацистської ідеології на «Кройцхор». Співаки належали до Гітлер'югенд, але в той же час їхній вплив був обмежений. Мауерсберґер відмовився виконувати нацистські пісні з хором. Натомість християнський характер хору був не тільки збережений, але й ще більше виражений. Мауерсберґер ігнорував заборону на концертну діяльність і включив у програми «Кройцхору» твори єврейських і заборонених композиторів, таких як Фелікса Мендельсона Бартольді і Гюнтера Рафаеля, навіть восени 1938 року у другому американському турі «Кройцхору».
Опозиція Мауерсберґера до дій нацистів мотивувала його організовувати Богослужіння та вечірні в Кройцкірхе (церква св. Хреста) у дусі літургійного оновлення, під час яких головний та вівтарний хори були вдягнуті в літургійні вбрання з свічками. Цим Мауерсберґер намагався продемонструвати церковну опозицію. З того часу залишилися композиції вечірніх, утрень, які, практично незмінені, досі є невід'ємною частиною святкування Різдва та Великодня в Дрезденській Кройцкірхе.
Кройцкірхе, а разом з нею і цілий хоровий архів, були знищені у ніч бомбардування Дрездна з 13 на 14 лютого 1945 року. Також 11 круціанців – учасників «Кройцхору» – загинули у ту ніч від повітряних нападів.

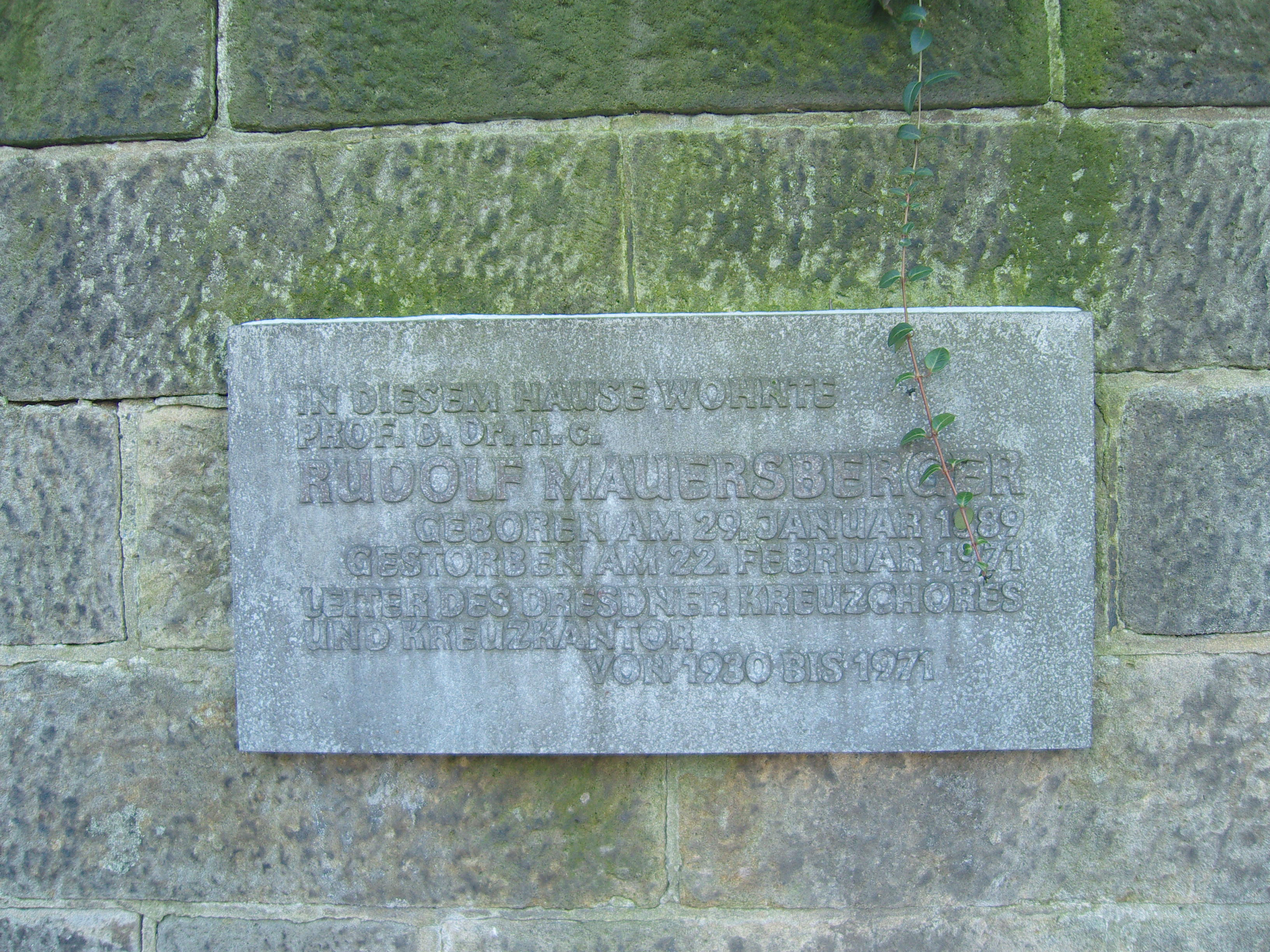
Пам'ятна дошка на будинку Мауерсберґера у Дрездені

До заслуг Мауерсберґера належить також відновлення хору у скорому часі після Другої світової війни. Перша вечірня після закінчення війни у супроводі хору відбулася 4 серпня 1945 року у згорілій Кройцкірхе. Хор також уперше виконав траурний мотет «Яким же самотнім зосталося місто» (Wie liegt die Stadt so wüst) – акапельний твір, написаний Мауерсберґером у страстну п'ятницю та суботу 1945 року. У ньому Мауерсберґер описав своє пережиття палаючого Дрездена та повністю зруйнованого міста; текс було взято з плачу Єремії.
У 1968 році Рудольф Мауерсберґер тричі диригував Месу сі мінор Йоганна Себастьяна Баха, будучи 79-річним кройцкантором.
Окрім невтомних зусиль, спрямованих на відновлення «Кройцхору» у зруйнованому Дрездені після 1945 року, варто зазначити, що протягом усього часу своїх повноважень Мауерсберґер виступав за літургійну інтеграцію хору в літургійну практику Кройцкірхе, підтримував виконання творів Йоганна Себастьяна Баха та Генріха Шютца і завжди присвячував себе сучасній музиці Дрездена.

### Нагороди
У 1950 році Мауерсберґер був нагороджений Національною премією НДР 2-го класу разом з «Кройцхором», а в 1964 році отримав премію мистецтва ім. Мартіна Андерсена Нексо. У 1954 році він був призначений почесним доктором з педагогіки в Університеті ім. Гумбольдта в Берліні, а в 1959 році – почесним доктором з богослов'я у Марбурзькому університеті. Він був членом ХДС у НДР і певний час членом головного правління ХДС. У 1969 році Мауерсберґер отримав золотий Орден «За заслуги перед Вітчизною» (НДР). Ще в 1955 році разом з «Кройцхором» він отримав бронзовий орден, а в 1964 році срібний.
У 1964 році композитор став почесним членом Міжнародного спілки Генріха Шютца, 1969 року – Нового Товариства Баха, а в 1970 році – Дрезденським філармонії. Могила Мауерсберґера знаходиться в сімейному похованні в Мауерсберзі. На його честь там працює музей Мауерсбергера, присвячений йому та його братові Ергарду Мауерсберґеру, який працював Томаскантором з 1961 по 1972 рік у Лейпцигу.

## Учні
До числа учнів Мауерсберґера належали співаки Тео Адам, Петер Шрайєр та Олаф Бер, дрезденські композитори Удо Ціммерманн та Ганс Тамм, який у 1946 році заснував хор хлопчиків Windsbacher Knabenchor, а також диригент Гартмут Генхен.

## Композиції
«Яким же самотнім зосталося місто» (Wie liegt die Stadt so wüst) – перший твір з «Хорового циклу Дрезден», який разом з такими хоровими циклами як «Рудні гори» (Erzgebirge) та «Різдво» (Weihnachten), належать до найбільш всеохоплюючого доробку Мауерсберґера. За ними слідують такі твори як, наприклад, «Дрезденський реквієм», «Духовна літня музика», «Страсті Луки» та «Дрезденське Тебе, Бога, хвалимо». Крім того, Мауерсберґер аранжував духовні та народні пісні у складні хорові твори.
Хорові цикли для соло та змішаного хору а капела:
- Цикл День та вічність (Zyklus Tag und Ewigkeit), 1943
- Різдвяний цикл круціанців (Weihnachtszyklus der Kruzianer), 1944–1946, серед нього Малий дрезденський різдвяний цикл (Kleiner Dresdner Weihnachtszyklus), 1951
- Цикл Дрезден (Zyklus Dresden), 1945–1950, закінчений у 1955, серед нього траурний гімн «Яким же самотнім зосталося місто» (Wie liegt die Stadt so wüst)
- Цикл Рудні гори (Zyklus Erzgebirge), 1946–1954
- Малий річний цикл (Der kleine Jahrkreis), 1950

Духовні твори:
- Різдвяна вечірня (Christvesper mit Turmgesängen), 1932–1963
- Нічна різдвяна літургія (Christmette), 1936
- Пасхальна утреня (Ostermette), 1941
- Дрезденське Тебе, Бога, хвалимо (Dresdner Te Deum), 1944/45
- Страсті Луки, 1947
- Дрезденський реквієм (Dresdner Requiem), 1947/48
- Мала різдвяна кантата (Eine kleine Weihnachtskantate), 1948
- Мотет миру (Motette vom Frieden), 1953
- Євангельська меса (Evangelische Messe), 1954
- Піснеспіви для Кройцкапеле за Мауерсберґером, 1954–1956

Світові твори:
- Maiwärts, весняна ода, 1917/18
- Люлька (Pfeifen), 1942
- Критика серця (Kritik des Herzens), 1958
- Habt Ruh und Frieden, 1943
- Drei Jahreszeitengedichte, 1965/66

Інструментальна музика:
- Фортепіанне тріо до мінор, 1913/14
- Вступ, чакона та хорал мі мінор для органа, 1912–1914
- Вступ та пасакалія ля мінор для органа, 1912–1914
- Прелюдія та подвійна фуга ре мінор для органа, 1912–1914
- Довільні органні твори, 1914–1916
- Симфонія мі мінор (трагічна), 1914–1916